# Antanas Venclova
Antanas Venclova (ur. 7 stycznia 1906 w Trempiniai koło Mariampola, zm. 28 czerwca 1971 w Wilnie) – litewski nauczyciel, pisarz i poeta, deputowany do Sejmu Ludowego Litwy w 1940 roku i jej minister oświaty, ojciec Tomasa. 

## Życiorys
Urodził się w rodzinie chłopskiej, w 1925 skończył szkołę średnią w Mariampolu, po czym pracował w departamencie reformy rolnej w Kownie. Po ukończeniu stołecznego Uniwersytetu Witolda Wielkiego (1932) pracował jako nauczyciel w Kownie (1933–1934) i Kłajpedzie (1934–1939), gdzie urodził się jego syn Tomas. W 1936 odwiedził ZSRR.
W marcu 1939 roku powrócił do Kowna, gdzie ponownie pracował w szkole. Po zajęciu Wilna przez wojska radzieckie w 1940 roku osiadł w nowej stolicy Litwy, piastował mandat deputowanego na tzw. Ludowy Sejm Litwy oraz pełnił funkcję ludowego komisarza oświaty Litewskiej SRR (formalnie do 1943).
W latach 1941–1944 przebywał w Moskwie, od 1944 do 1946 był adiunktem Kowieńskiego Uniwersytetu Państwowego, później powrócił do Wilna, gdzie zmarł w 1971 roku. Był deputowanym do Rady Najwyższej Litewskiej SRR oraz od 1941 do 1962 deputowanym do Rady Najwyższej ZSRR od 1 do 5 kadencji, a także członkiem Sekretariatu Związku Pisarzy ZSRR i członkiem Radzieckiego Komitetu Obrońców Pokoju.
Antanas Venclova był autorem słów hymnu Litewskiej Socjalistycznej Republiki Radzieckiej.

## Odznaczenia i nagrody
- Order Lenina (1950),
- Order Czerwonego Sztandaru Pracy,
- Order Wojny Ojczyźnianej II klasy,
- Nagroda Stalinowska II stopnia,
- Nagroda Państwowa Litewskiej SRR (1960) za Dzień narodzin[2],
- Tytuł Ludowego Pisarza Litewskiej SRR (1965).

I inne.